# (1912) Anubis
(1912) Anubis ist ein Asteroid des Hauptgürtels, der am 24. September 1960 vom niederländischen Forscherteam Cornelis Johannes van Houten, Ingrid van Houten-Groeneveld und Tom Gehrels im Rahmen des Palomar-Leiden-Surveys entdeckt wurde.
Der Asteroid ist Mitglied der Koronis-Familie, einer Gruppe von Asteroiden, die nach (158) Koronis benannt ist.
(1912) Anubis wurde nach der häufig mit einem Schakalkopf dargestellten ägyptischen Gottheit Anubis benannt, die als Totenrichter fungiert.